# 남카사이국
남카사이(프랑스어: Sud-Kasaï)는 콩고 민주 공화국에 1960년~1963년까지 존재했던 미승인국이다. 처음에는 자치공화국 수준의 자치를 제안받았으나, 콩고 위기로 인해 발생한 정치적 혼란 속에서 남쪽의 카탕가국의 영향을 받아 더 높은 수준의 자치권을 요구했다. 그러나 카탕가국과 달리 남카사이는 콩고 공화국으로부터의 완전한 독립을 명시적으로 선언하거나 콩고의 통치를 거부하지 않았다.

## 같이 보기
- 카탕가국
- 콩고 위기